# Lushton
Lushton és una població dels Estats Units a l'estat de Nebraska. Segons el cens del 2000 tenia 33 habitants.

## Demografia
Segons el cens del 2000, Lushton tenia 33 habitants, 16 habitatges, i 12 famílies. La densitat de població era de 91 habitants per km².
Dels 16 habitatges en un 6,3% hi vivien nens de menys de 18 anys, en un 62,5% hi vivien parelles casades, en un 6,3% dones solteres, i en un 25% no eren unitats familiars. En el 25% dels habitatges hi vivien persones soles el 6,3% de les quals corresponia a persones de 65 anys o més que vivien soles. El nombre mitjà de persones vivint en cada habitatge era de 2,06 i el nombre mitjà de persones que vivien en cada família era de 2,42.
Per edats la població es repartia de la següent manera: un 12,1% tenia menys de 18 anys, un 0% entre 18 i 24, un 21,2% entre 25 i 44, un 48,5% de 45 a 60 i un 18,2% 65 anys o més.
L'edat mediana era de 56 anys. Per cada 100 dones de 18 o més anys hi havia 93,3 homes.
La renda mediana per habitatge era de 31.250 $ i la renda mediana per família de 43.750 $. Els homes tenien una renda mediana de 22.500 $ mentre que les dones 22.500 $. La renda per capita de la població era de 17.726 $. Cap de les famílies estaven per davall del llindar de pobresa.

## Poblacions més properes
El següent diagrama mostra les poblacions més properes.